# دکلی داش
دکلی داش، روستایی از توابع بخش مراوه تپه شهرستان کلاله در استان گلستان ایران است.

## جمعیت
این روستا در دهستان مراوه تپه قرار دارد و براساس سرشماری مرکز آمار ایران در سال ۱۳۸۵، جمعیت آن ۲۱۱ نفر (۴۳خانوار) بوده‌است.
در حال حاضر جمعیت روستا 500نفر می باشد.